# オスカル・ルジェリ
オスカル・アルフレド・ルジェリ（Óscar Alfredo Ruggeri, 1962年1月26日 - ）は、アルゼンチン・コルドバ州出身の元同国代表サッカー選手、サッカー指導者。現役時代のポジションはディフェンダー（センターバック）。ニックネームはエル・カベソン（El Cabezon＝デカ頭）。

## クラブ経歴
1980年、当時ディエゴ・マラドーナが所属していたボカ・ジュニアーズでキャリアをスタートする。1985年にライバルのCAリーベル・プレートに移籍し、1986年のアルゼンチンリーグ、コパ・リベルタドーレス、インターコンチネンタルカップの3冠獲得に貢献した。1989年からレアル・マドリードで1シーズンプレー、コパデルレイでは決勝でFCバルセロナに敗れ優勝を逃したが、リーグ戦では31試合に出場しリーグ優勝に貢献した。その後ベレス、1992年にはイタリアセリエAのアンコーナ、CAサン・ロレンソ・デ・アルマグロなどに在籍する。1997年にラヌースで現役引退した。
コパ・アメリカでは1991年、1993年大会で優勝している。また1991年は、キャプテンとしてコパ・アメリカの優勝にも貢献し、南米最優秀選手を受賞した。
引退後は監督として、古巣のサン・ロレンソなど複数のクラブを率いている。

## 代表経歴
アルゼンチン代表としては97キャップを記録し、3回のFIFAワールドカップに出場した。代表キャップ数はディエゴ・シメオネに抜かれるまで最多記録であった。1986年のメキシコW杯では、大会で出場した最も優れたストッパーと賞賛されるプレーで優勝に貢献、1990年のイタリアW杯では5試合に出場したが、決勝の西ドイツ戦では負傷で途中交代を強いられ、チームは敗れ、準優勝に終わった。1994年のアメリカW杯では、ディエゴ・マラドーナが大会から追放された後はキャプテンを務めた、決勝トーナメントのルーマニア戦で敗れ、その試合が最後の試合となった。

## 所属クラブ
- ボカ・ジュニアーズ 1980-1985
- CAリーベル・プレート 1985-1988
- CDログロニェス 1988-1989
- レアル・マドリード 1989-1990
- CAベレス・サルスフィエルド 1990-1992
- アンコーナ・カルチョ 1992
- クラブ・アメリカ 1992-1993
- CAサン・ロレンソ・デ・アルマグロ 1994-1997
- CAラヌース 1997

## 代表歴

### 出場大会
- アルゼンチン代表
  - 1986 FIFAワールドカップ
  - 1990 FIFAワールドカップ
  - 1994 FIFAワールドカップ

### 試合数
- 国際Aマッチ 97試合 7得点（1983年-1994年）[6]

| アルゼンチン代表 | 国際Aマッチ | 国際Aマッチ |
| 年               | 出場        | 得点        |
| ---------------- | ----------- | ----------- |
| 1983             | 4           | 0           |
| 1984             | 5           | 1           |
| 1985             | 7           | 1           |
| 1986             | 10          | 1           |
| 1987             | 7           | 0           |
| 1988             | 7           | 1           |
| 1989             | 6           | 0           |
| 1990             | 9           | 0           |
| 1991             | 13          | 1           |
| 1992             | 6           | 0           |
| 1993             | 14          | 1           |
| 1994             | 9           | 1           |
| 通算             | 97          | 7           |

## 指導歴
- CAサン・ロレンソ・デ・アルマグロ 1998-2001
- CDグアダラハラ 2001-2002
- UAGテコス 2003
- CAインデペンディエンテ 2003
- エルチェCF 2003-2004
- クラブ・アメリカ 2004
- CAサン・ロレンソ・デ・アルマグロ 2006

## 獲得タイトル

### 代表
アルゼンチン代表
- FIFAワールドカップ：1986
- コパ・アメリカ：1991, 1993
- キング・ファハド・カップ：1992

### クラブ
ボカ・ジュニアーズ
- アルゼンチンリーグ：1981M

リーベル・プレート
- アルゼンチンリーグ：1985-86
- コパ・リベルタドーレス：1986
- トヨタカップ：1986
- コパ・インテラメリカーナ : 1986

サン・ロレンソ
- アルゼンチンリーグ：1994-95C

レアル・マドリード
- スペインリーグ：1989-90

### 個人
- ドン・バロン・アワード : 1988-89
- アルゼンチン年間最優秀選手賞 : 1991
- 南米年間最優秀選手賞：1991